# Messier 81
Messier 81, auch als NGC 3031 oder Bodes Galaxie bekannt, ist eine 7,0 mag helle Spiralgalaxie vom Hubble-Typ Sb im Sternbild Großer Bär am Nordsternhimmel. Die scheinbare Fläche von M81 beträgt mit 25′ mal 12′ weniger als der Vollmond (scheinbarer Durchmesser rund 30′). Verglichen mit dem Andromedanebel (M31) erscheint M81 mit etwa einem Dreißigstel von dessen Fläche merklich kleiner und ist etwa viermal weiter entfernt, rund 12 Millionen Lichtjahre.
Die Entfernung wurde durch die Beobachtung von Cepheiden zu rund 12 Millionen Lichtjahren bestimmt. Messier 81 ist mit einem Durchmesser von 82.000 Lichtjahren und schätzungsweise 200 Milliarden Sternen etwas kleiner als unsere Milchstraße. Das zentrale Schwarze Loch hat eine Masse von rund 70 Millionen Sonnenmassen und ist damit etwa 15-mal massereicher als das Schwarze Loch im Zentrum unserer Galaxis / Milchstraße.

## Beobachtung

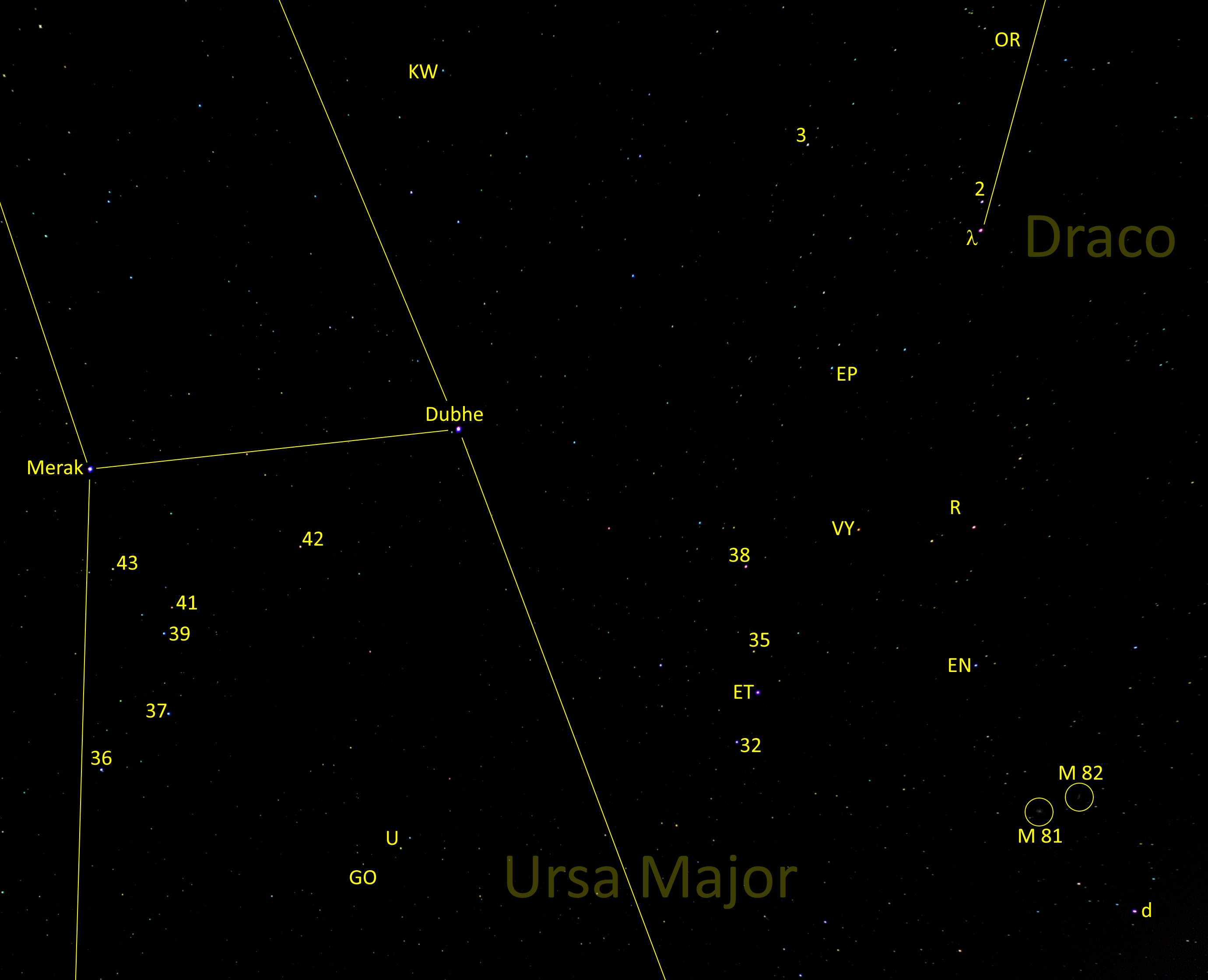
Fotografische Aufnahme mit Beschriftung einiger prägnanter Himmelsobjekte in der Umgebung der Galaxien M81 und M82. Links und unten ist das Sternbild Großer Bär mit den Sternen Merak und Dubhe zu sehen. Rechts oben befindet sich das Sternbild Drache mit dem Stern Giausar (λ Draconis) in der Schwanzspitze des Drachen.

Von der Erde aus sehen wir schräg auf die Galaxie, die relativ lockere Spiralarme besitzt, aber viele Sterne in Zentrumsnähe aufweist. Die Struktur der Galaxie ist im UV- und IR-Spektralbereich besser zu erkennen.

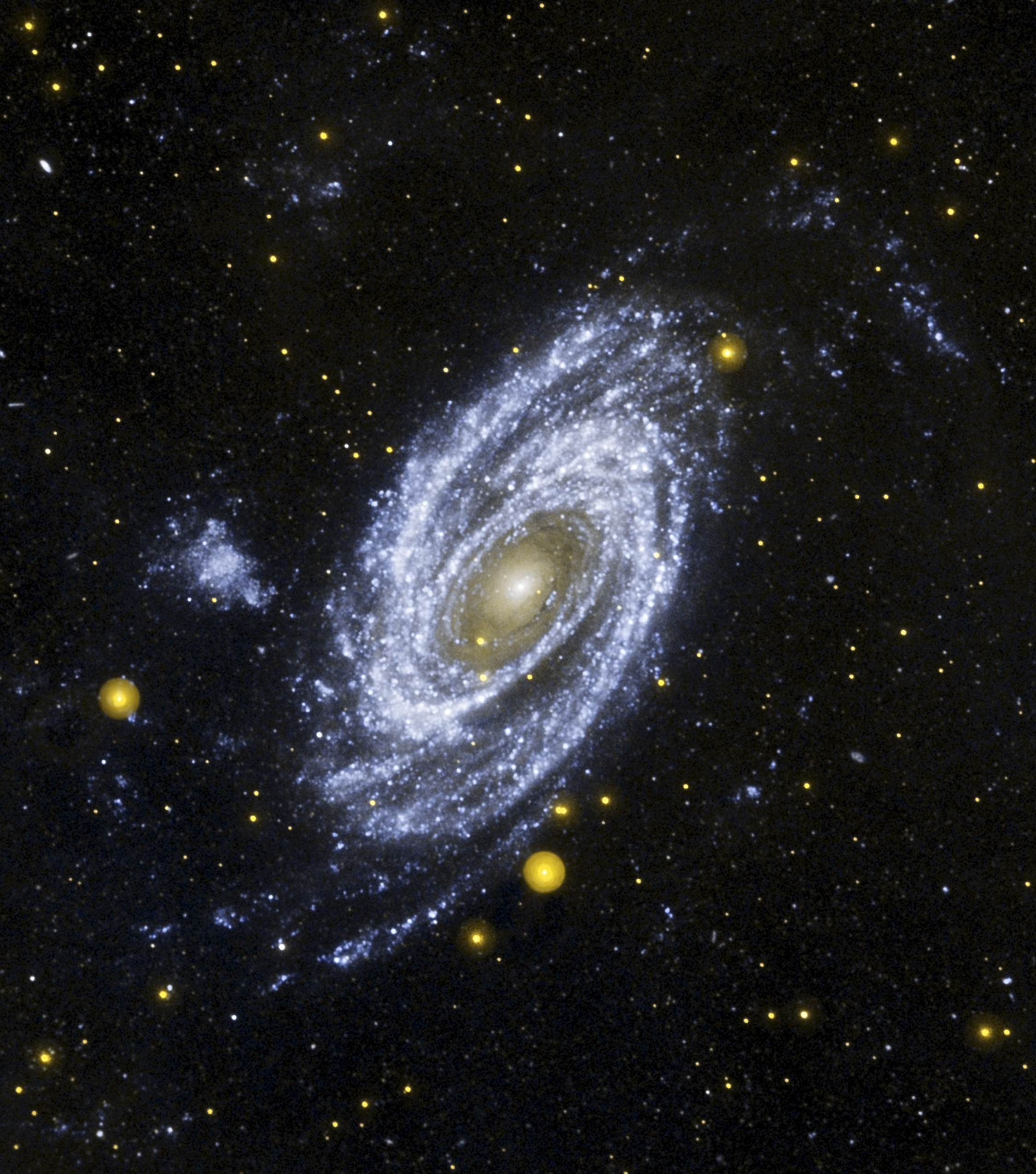
UV-Aufnahme durch GALEX, im Wellenlängenbereich 135–175 nm
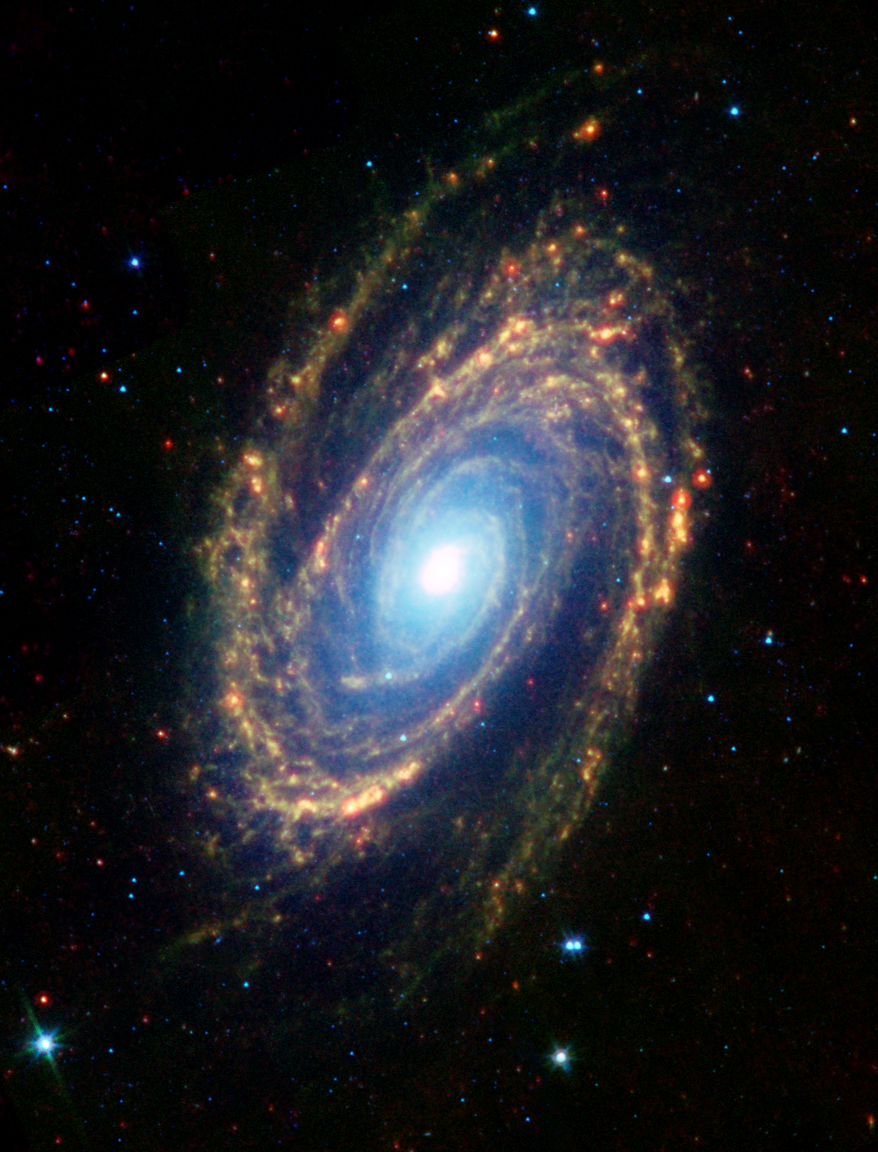
IR-Aufnahme durch SST, bei 3,6 µm (blau), 8 µm (grün) und 24 µm (rot)
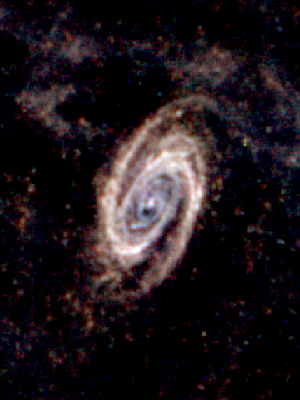
Im fernen Infrarot aufgenommen durch das Herschel-Weltraumteleskop
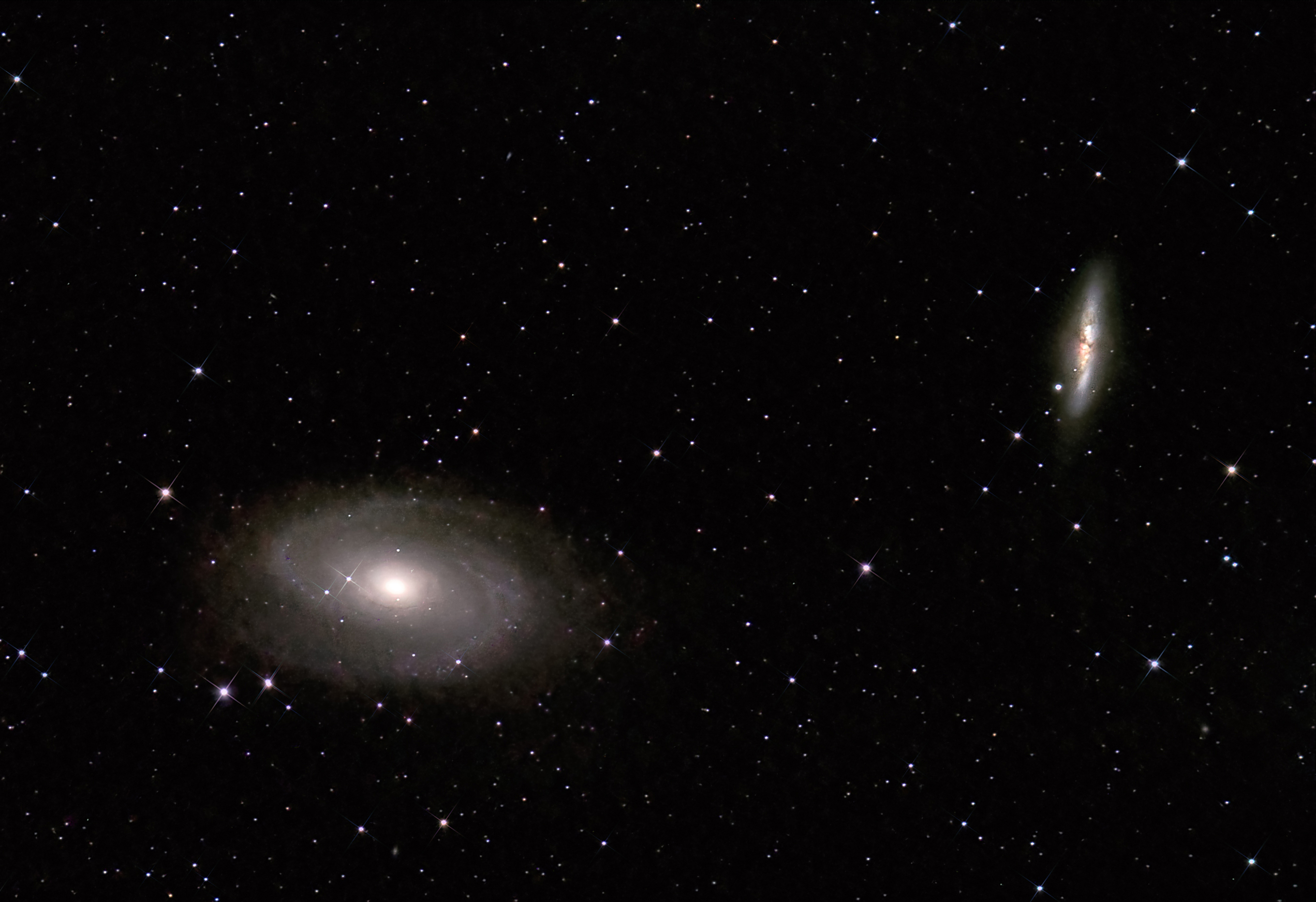
Amateuraufnahme von M81 und M82

M81 ist mit einer Helligkeit von 7,0 mag im Feldstecher bereits gut erkennbar. In ihrer Nähe findet sich die etwas lichtschwächere Spiralgalaxie M82, die aber wegen größerer Flächenhelligkeit ebenso auffällig ist. Diese beiden Galaxien bilden den Kern der M81-Galaxiengruppe, die als echte physikalische Gruppe einer der nächsten Nachbarn unserer Lokalen Gruppe ist. Dieser Gruppe gehören unter anderem noch NGC 2403, NGC 3077 und NGC 2976 an. Außerdem hat Messier 81 noch eine kleine Satellitengalaxie, das irreguläre Sternensystem UGC 5336 (Holmberg IX).
Das Objekt wird manchmal zu Ehren ihres Entdeckers auch Bodes Galaxie genannt, da sie am 31. Dezember 1774 von Johann Elert Bode entdeckt wurde.